# Antiatome
Cet article court présente un sujet plus développé dans : Antimatière.
Un antiatome est un atome d'antimatière, constitué d'un antinoyau formé d'antiprotons (chargés négativement) et d'antineutrons liés par l'interaction forte, et d'un cortège de positons (chargés positivement) liés à l'antinoyau par l'interaction électromagnétique.
Les antinoyaux et les antiatomes ne sont pas connus dans la nature, sauf peut-être des antinoyaux d'hélium 3 (des antihélions), détectés entre 1976 et 2021 par le spectromètre magnétique Alpha de la Station spatiale internationale,.
Plusieurs types d'antinoyaux ont été produits par des réactions nucléaires dans des accélérateurs de particules : des noyaux d'antideutérium (des antideutons) en 1965, d'antihélium 3 en 1970 puis en 2003 et d'antihélium 4 en 2011.
Les premiers antiatomes neutres produits sont des atomes d'antihydrogène, en 1995.

## Anticarbone
L'anticarbone est l'antiatome « symétrique » de celui de carbone (12C, carbone ordinaire) : il est composé de six positons formant un nuage autour de six antiprotons et de six antineutrons comme noyau atomique. On le représente souvent par le symbole C, dont l'usage n’est cependant pas reconnu par l'Union internationale de chimie pure et appliquée.
Comme l'antimatière en général, l'anticarbone n'a pas été détecté dans l'espace en raison d'une asymétrie baryonique dont l'existence est l'un des problèmes non résolus de la physique. Plusieurs expériences à bord de ballons stratosphériques et une à bord d'un satellite ont montré que les rapports C/C, Si/Si et He/He sont inférieurs à 10−4. S'ils ne sont pas inférieurs à 10−9-10−10, un spectromètre spatial à résonance magnétique pourrait détecter l'anticarbone ou l'antisilicium.